# Joop Westerweel

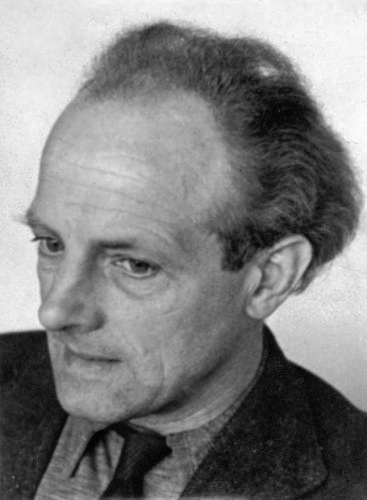
Joop Westerweel

Joop Westerweel (* 25. Januar 1899 Zutphen; † 11. August 1944 Konzentrationslager Vught) war ein niederländischer Lehrer, Pazifist und Widerstandskämpfer gegen den Nationalsozialismus. Die Mitglieder der Gruppe Westerweel organisierten Ausweispapiere, Verstecke und Fluchtmöglichkeiten vor allem für aus NS-Deutschland geflohene jüdische Kinder und Jugendliche. Die Gruppe bestand aus Juden und Nichtjuden, die zusammenarbeiteten, um jüdische Leben zu retten.

## Leben
Westerweels Vater war Drucker und Oberhaupt einer kleinen christlichen Sekte. Sein Sohn wurde daher bereits in jungen Jahren durch den Glauben geprägt, was ihn zu einem überzeugten Pazifisten machte. Nach seiner Ausbildung arbeitete er zunächst als Lehrer in Niederländisch-Indien, wo er Gewaltverzicht predigte. Dadurch geriet er in Konflikt mit den Kolonialbehörden, wurde zu einer Gefängnisstrafe verurteilt und später des Landes verwiesen. Nach seiner Rückkehr in die Niederlande wurde er Lehrer in Bilthoven und begann bald darauf, sich um die Aufnahme und Ausbildung geflüchteter jüdischer Kinder aus Polen und Deutschland zu kümmern. 1942 gründete er die Gruppe Westerweel und wurde einer der führenden Köpfe des Niederländischen Widerstands. Die Gruppe, in der Juden und Nichtjuden zusammenarbeiteten, organisierte Verstecke zum Untertauchen sowie Ausweispapiere und Fluchtwege. Insgesamt unterstützte die Gruppe Westerweel circa 300 bis 400 jüdische Kinder und Jugendliche und rettete einen Großteil von ihnen. Westerweel selbst wurde am 10. März 1944 bei dem Versuch verhaftet, zwei Kinder über die niederländische Grenze nach Belgien zu schmuggeln. Er wurde in das Konzentrationslager Vught gebracht und gefoltert, verriet aber keinerlei Informationen über seine Mitstreiter. Am 11. August 1944 wurde er hingerichtet.

## Gedenken

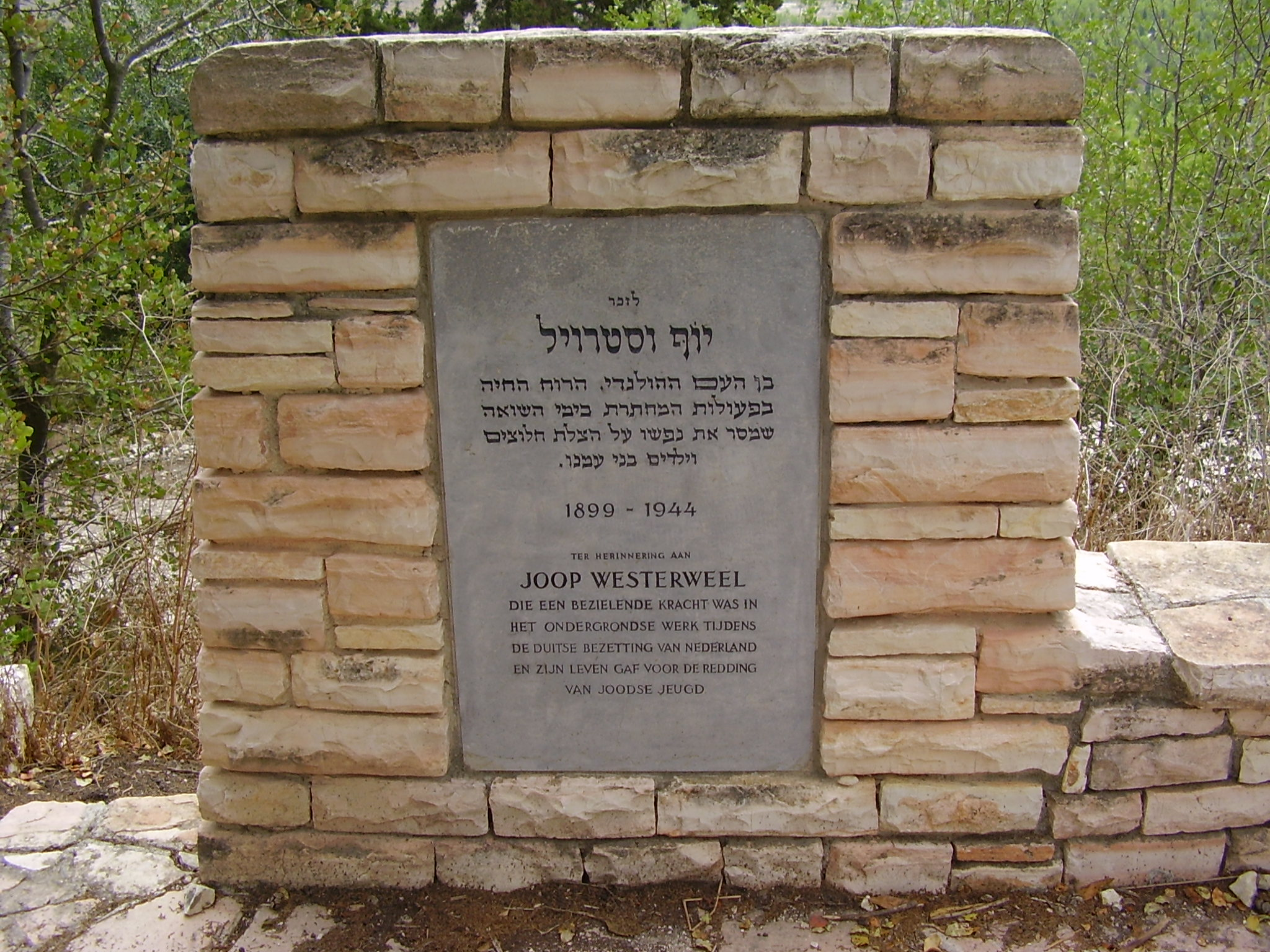
Joop-Westerweel-Denkmal in Israel

- Joop und seine Frau Willy (Wilhelmina) werden 1964 in Yad Vashem zu Gerechten unter den Völkern ernannt.
- Im Westerweel-Gedächtniswald in der Nähe von Haifa steht ein Denkmal für Joop Westerweel, Max Windmüller und ihre Mitstreiter aus der jüdischen Widerstandsbewegung.
- Die Städte Heemskerk, Montfoort, Rotterdam und Vlaardingen haben Straßen nach ihm benannt.
- In Amsterdam gibt es die Joop Westerweelschool.